# 電撃デイジー
『電撃デイジー』（でんげきデイジー、Dengeki Daisy）は、最富キョウスケによる日本の漫画作品。『ベツコミ』（小学館）2007年6月号から2013年11月号まで連載された。

## あらすじ
「何があっても君を守ってあげる」……唯一の肉親・兄を亡くした紅林照の心の支えは、兄からもらった携帯電話に届くDAISY（デイジー）という謎の人物からのメール。ある日、照はひょんなことから不良金髪校務員・黒崎祐の、下僕として働くことに。
しかしこの極悪男・黒崎の正体がDAISYだった……。

## 登場人物

### 主要人物
紅林 照（くればやし てる）
身寄りがなく貧乏だが、清く正しい高校2年生。成績はトップだがバカ。本気になればボケを忘れ、短時間で教科書を全て覚えられる。黒い長髪で身長156センチメートル。Aカップ。血液型O型で右利き。中学校のスクール水着が着られるほど、中学生の体型からは変わっていない。家事は得意で、得意料理はシュウマイ。黒崎に想いをよせている。台風の日、DAISYにあげたはずのオルゴールが黒崎の部屋に鳴り響いて、DAISYの正体が黒崎だと確信してしまう。しかし黒崎には、正体を知らない振りをして嘘をついている。誕生日：3月14日。
黒崎 祐（くろさき たすく）
24歳。身長181センチメートル。血液型AB型。左利き。金髪でロリコン。理子達からはしばしば「ヘタレ」と呼ばれているが、実は喧嘩に強い。かなりのヘビースモーカー。照が下僕として働いているときにPCゲームのアカハゲという麻雀をしている。トマトが嫌い。照と同じ学校の校務員は仮の姿であり、その正体は今まで照を守り、心の支えとなってきたDAISYである。照を下僕としてこき遣っているように見えるが、一番近くで照を見守っている。また、照のことをとても大切に思っている。学校では学校の管理システムを全滅させたハッカー。ハンドルネームがDAISYとして名が知られている。しかしパソコンを、クラックするのは照を守るときだけである。DAISYという名称は照の好きな花の名前ではなくデイジーカッターという爆弾の名前から由来している。また、学校にはほとんど行かず、必要な知識はほぼ独学で補ってきたため、漢字の読み書きが苦手。誕生日：5月7日。
鬼塚 理子（おにづか りこ）
30代。血液型A型。照と同じ学校のカウンセラーをしている。照と黒崎の事情を知る人物。照の兄の恋人だった。照の兄・紅林 奏一郎が生きていた頃、奏一郎や祐たちとチームを組んでいた為、照に黒崎などの話をすることがある。
マスター
本名は増田。「喫茶 洋食 お花畑」の店長。怒ると怖い。バンダナを巻き、エプロンを着ていて眼鏡をかけている。総務省とのつながりがある。
安藤 数正（あんどう かずまさ）
照の高校の理事長。アンディと呼ばれている。照の兄や黒崎、理子の元同僚でドM。狭い所と暗い所と女の子に殴られるのが好き。
しかし、ドMとみせかけて、Sな部分もある。

### 照の同級生
長谷川 清（はせがわ きよし）
照と同じで奨学生。眼鏡をかけている。身長162センチメートル。真実を知る為、照の兄が勤めていた会社にハッキングをしたが、ハッキング行為がバレてしまい何者かに脅され利用される。作戦が失敗に終わると口封じの為か命を狙われ、黒崎に助けられる。以後、マスターより一連の事情を聞き、照を守るメンバーに加わった。と同時に黒崎の下僕2号となった。
沢口 遥（さわぐち はるか）
照の同級生。一見すると体育会系だが所属は美術部。
一之瀬 玲奈（いちのせ れな）
照の学校の生徒会長。照など貧乏人や奨学生を目の敵にしていた。学校の設備の管理システムを私物化しており、気に入らない生徒にはIDを発行しないなどしていた。新井先生や危険な人物と付き合っていたが、照と祐の説得で考えを改めた様子。身長152センチメートル。
カコ, ケン, 良, メイ
照の同級生で、ボケばっかりのバカ。
その他同級生
ほとんどがバカで照を「リーダー」と呼んでいる。

### その他
紅林 奏一郎（くればやし そういちろう）
照の兄。享年28歳。172センチメートル。血液型A型
生前は天才的なシステムエンジニアだった。祐と理子、マスター、安藤のいるチームで仕事をしていた。しかし彼の死後にチームは解散し、祐にDAISYになってくれと頼む。その真意はいまだに謎。理子の恋人。照曰く、「バカで臭いが、絶対に迷わない大好きなおにいちゃん」
竹田 真澄（たけだ ますみ）
DAISYの元仕事仲間。新井先生の退職後、情報管理の臨時講師となった。仕事が出来そうで出来ない、一方的にネチネチ喋るのが特徴。照の兄のソフトを狙っていて、プロの窃盗団を雇いソフトを探すが見つからず。その後DAISYによって犯行報告メールを見つけられる。ハッキングの件を持ち出し、脅そうとするが逆に一蹴される。そして一度は照の学校から姿を消すものの再び現れ、携帯を調べる事に成功したが、望みのソフトは見つからなかった。
最近は、黒崎達の仲間とも似てとれるような言動を繰り返している。
薫子という柴犬を飼っており、溺愛している。
謎の人物（なぞのじんぶつ）
清に照の携帯電話の強奪を命令した人物。
偽DAISY（にせデイジー）
DAISYの偽者。照と黒崎を陥れようとしている。
森千春（もりちはる）
照の学校の元職員。偽DAISY事件の真犯人。巨乳で美人。天然を装っているが、腹黒い。
アキラ
偽DAISY事件の真犯人。森千春の仲間。キャップの上にフードを深くかぶっており、「ひひっ」という特徴的な笑い方をする。
照に強引にキスをしたため、彼女には拒絶されている。
新井 哲也（あらいてつや）
照の学校の元職員。利用され、偽DAISY事件に関わる。
縁川秀雄（みどりかわひでお）
大学教授。祐の過去に関わっている。既に故人。
三浦 佳介、三浦 ユキ
黒崎,奏一郎,と理子の剣橋電機から同僚。(Chapter 39 message)

## 書誌情報
- 最富キョウスケ 『電撃デイジー』 小学館 〈フラワーコミックス〉、全16巻
  1. 2007年10月26日発売[2]、『ベツコミ』2007年6月号 - 9月号、ISBN 978-4-09-131306-5
    - 電撃デイジーEXTRA（『デラックスベツコミ』2007年初秋の超!特大号）

  2. 2008年03月26日発売[3]、『ベツコミ』2007年10月号 - 2008年2月号、ISBN 978-4-09-131455-0
  3. 2008年08月26日発売[4]、『ベツコミ』2008年3月号 - 7月号、ISBN 978-4-09-132007-0
  4. 2009年01月26日発売[5]、『ベツコミ』2008年8月号 - 12月号、ISBN 978-4-09-132210-4
  5. 2009年06月26日発売[6]、『ベツコミ』2009年1月号 - 5月号、ISBN 978-4-09-132395-8
  6. 2010年02月26日発売[7]、『ベツコミ』2009年6月号 - 7月号、9月号 - 11月号、ISBN 978-4-09-132774-1
    - 番外編〜聖夜のコスプレ伝説〜[8]（『ベツコミ』2009年12月号別冊ふろく『メリクリ♡ヒミツBOOK』）
    - 番外編〜それぞれのしあわせなお正月♡〜（『ベツコミ』2009年1月号ふろく）

  7. 2010年07月26日発売[9]、『ベツコミ』2009年12月号 - 2010年4月号、ISBN 978-4-09-133384-1
  8. 2010年10月26日発売[10]、『ベツコミ』2010年5月号 - 9月号、ISBN 978-4-09-133479-4
  9. 2011年04月26日発売[11]、『ベツコミ』2010年11月号 - 2011年3月号、ISBN 978-4-09-133790-0
  10. 2011年09月26日発売[12]、『ベツコミ』2011年4月号 - 8月号、ISBN 978-4-09-134037-5
  11. 2012年03月26日発売[13]、『ベツコミ』2011年9月号 - 2012年1月号、ISBN 978-4-09-134316-1
  12. 2012年06月26日発売[14]、『ベツコミ』2012年2月号 - 6月号、ISBN 978-4-09-134553-0
  13. 2013年01月25日発売[15]、『ベツコミ』2012年8月号 - 12月号、ISBN 978-4-09-135080-0
  14. 2013年06月26日発売[16]、『ベツコミ』2013年1月号 - 5月号、ISBN 978-4-09-135267-5
  15. 2013年10月25日発売[17]、『ベツコミ』2013年6月号 - 10月号、ISBN 978-4-09-135650-5
  16. 2014年02月26日発売[18][19][20]、『ベツコミ』2013年11月号[1]、ISBN 978-4-09-135760-1（トランプ付き!!特装版：通常版と同日発売[19][20]、ISBN 978-4-09-159181-4）
    - 番外編〜爪の先編〜[20]（『デラックスベツコミ』2012年8月夏の超!特大号）
    - 番外編〜お正月編〜[20]（『ベツコミ』2011年1月号別冊ふろく『初笑いBOOK』）
    - 番外編〜Daisy Special Episode その1〜[21][20]（『ベツコミ』2013年12月号）
    - 番外編〜Daisy Special Episode その2〜[20]（『デラックスベツコミ』2014年2月冬の超!特大号）
    - へたくそキューピッド[20]（『デラックスベツコミ』2002年10月初秋の超!特大号、デビュー作）